# Liste der Mitglieder des Senats im 19. Kongress der Vereinigten Staaten
Die Senatoren im 19. Kongress der Vereinigten Staaten wurden zu einem Drittel 1824 und 1825 neu gewählt. Vor der Verabschiedung des 17. Zusatzartikels 1913 wurde der Senat nicht direkt gewählt, sondern die Senatoren wurden von den Parlamenten der Bundesstaaten bestimmt. Jeder Staat wählt zwei Senatoren, die unterschiedlichen Klassen angehören. Die Amtszeit beträgt sechs Jahre, alle zwei Jahre wird für die Sitze einer der drei Klassen gewählt. Zwei Drittel des Senats besteht daher aus Senatoren, deren Amtszeit noch andauert.
Die Amtszeit des 19. Kongresses ging vom 4. März 1825 bis zum 3. März 1827. Seine erste Tagungsperiode fand vom 5. Dezember 1825 bis zum 22. Mai 1826 in Washington, D.C. statt, die zweite Periode vom 4. Dezember 1826 bis zum 3. März 1827. Vorher fand bereits vom 4. bis zum 9. März 1825 eine Sondersitzung statt.

## Zusammensetzung und Veränderungen
Nach der Präsidentschaftswahl 1824 zerfiel das First Party System in mehrere Faktionen, von denen schließlich zwei übrigblieben, die Anhänger des späteren Präsidenten Andrew Jackson und seine Gegner. Aus der Jackson-Faktion entstand in den folgenden Jahren die bis heute bestehende Demokratische Partei, aus der Anti-Jackson-Faktion entstand zunächst die National Republican Party, später die United States Whig Party. Im 18. Kongress saßen am Ende seiner Amtszeit 48 Senatoren, von denen 16 Anti-Jacksonians waren, 12 Jacksonians. 20 Senatoren waren Unterstützer William Harris Crawfords gewesen, der sich aber nach der Wahl aus der Politik zurückzog. Die meisten seiner Anhänger unterstützten in der Folge Jackson, einige Senatoren schlossen sich seinen Gegnern an. Nach der Wahl waren 25 Senatoren Anhänger Jacksons, 20 werden seinen Gegnern zugerechnet. Die Parlamente in Connecticut, New Hampshire und New York hatten keine Senatoren gewählt, dadurch waren drei Sitze vakant. Bei Nachwahlen für diese Sitze gingen zwei an die Gegner Jacksons, einer an seine Anhänger. Die weiteren Nachwahlen ergaben jeweils einen Wechsel von den Gegnern zu Anhängern Jacksons und einen in umgekehrter Richtung, so dass am Ende des 19. Kongresses 26 Jacksonians und 22 Anti-Jacksonians im Senat saßen.

## Spezielle Funktionen
Nach der Verfassung der Vereinigten Staaten ist der Vizepräsident der Vorsitzende des Senats, ohne ihm selbst anzugehören. Bei Stimmengleichheit gibt seine Stimme den Ausschlag. Während des 19. Kongresses war John C. Calhoun Vizepräsident. Im Gegensatz zur heutigen Praxis leitete der Vizepräsident bis ins späte 19. Jahrhundert tatsächlich die Senatssitzungen. Ein Senator wurde zum Präsidenten pro tempore gewählt, der bei Abwesenheit des Vizepräsidenten den Vorsitz übernahm. Vom 9. März bis zum 4. Dezember 1825 war John Gaillard Präsident pro tempore, vom 20. Mai bis zum 3. Dezember 1826, vom 2. Januar bis zum 13. Februar 1827 und zum Ende des Kongresses am 2. und 3. März 1827 sowie weiter im 20. Kongress bis zum 2. Dezember 1827 war Nathaniel Macon Präsident pro tempore.

## Liste der Senatoren
Unter Faktion ist vermerkt, ob ein Senator den Anhängern oder den Gegnern von Andrew Jackson zugeordnet wird. Unter Staat sind die Listen der Senatoren des jeweiligen Staats verlinkt. Die reguläre Amtszeit richtet sich nach der Senatsklasse: Senatoren der Klasse I waren bis zum 3. März 1827 gewählt, die der Klasse II bis zum 3. März 1829 und die der Klasse III bis zum 3. März 1831. Das Datum gibt an, wann der entsprechende Senator in den Senat aufgenommen wurde, eventuelle frühere Amtszeiten nicht berücksichtigt. Unter Sen. steht die fortlaufende Nummer der Senatoren in chronologischer Ordnung, je niedriger diese ist, umso größer ist in der Regel die Seniorität des Senators. Die Tabelle ist mit den Pfeiltasten sortierbar.
| Senator                   | Faktion         | Staat          | Klasse | Datum         | Sen. | Anmerkung                                                          |
| ------------------------- | --------------- | -------------- | ------ | ------------- | ---- | ------------------------------------------------------------------ |
| William R. King           | Jacksonian      | Alabama        | II     | 14. Dez. 1819 | 232  |                                                                    |
| Henry H. Chambers         | Jacksonian      | Alabama        | III    | 4. März 1825  | 265  | starb am 24. Januar 1826                                           |
| Israel Pickens            | Jacksonian      | Alabama        | III    | 17. Feb. 1826 | 279  | ernannt als Nachfolger von Chambers                                |
| John McKinley             | Jacksonian      | Alabama        | III    | 27. Nov. 1826 | 284  | gewählt als Nachfolger von Chambers                                |
| Henry W. Edwards          | Jacksonian      | Connecticut    | I      | 8. Okt. 1823  | 256  |                                                                    |
| Calvin Willey             | Anti-Jacksonian | Connecticut    | III    | 4. Mai 1825   | 271  |                                                                    |
| Thomas Clayton            | Anti-Jacksonian | Delaware       | I      | 8. Jan. 1824  | 258  |                                                                    |
| Nicholas Van Dyke         | Anti-Jacksonian | Delaware       | II     | 4. März 1817  | 211  | starb am 21. Mai 1826                                              |
| Daniel Rodney             | Anti-Jacksonian | Delaware       | II     | 8. Nov. 1826  | 282  | ernannt als Nachfolger von Van Dyke trat am 12. Januar 1827 zurück |
| Henry M. Ridgely          | Jacksonian      | Delaware       | II     | 12. Jan. 1827 | 285  | gewählt als Nachfolger von Van Dyke                                |
| Thomas W. Cobb            | Jacksonian      | Georgia        | II     | 4. Nov. 1824  | 260  |                                                                    |
| John MacPherson Berrien   | Jacksonian      | Georgia        | III    | 4. März 1825  | 264  |                                                                    |
| Jesse B. Thomas           | Anti-Jacksonian | Illinois       | II     | 3. Dez. 1818  | 221  |                                                                    |
| Elias Kane                | Jacksonian      | Illinois       | III    | 4. März 1825  | 268  |                                                                    |
| James Noble               | Anti-Jacksonian | Indiana        | I      | 11. Dez. 1816 | 201  |                                                                    |
| William Hendricks         | Anti-Jacksonian | Indiana        | III    | 4. März 1825  | 267  |                                                                    |
| Richard Mentor Johnson    | Jacksonian      | Kentucky       | II     | 10. Dez. 1819 | 230  |                                                                    |
| John Rowan                | Jacksonian      | Kentucky       | III    | 4. März 1825  | 270  |                                                                    |
| Charles D. J. Bouligny    | Anti-Jacksonian | Louisiana      | II     | 19. Nov. 1824 | 261  |                                                                    |
| Josiah S. Johnston        | Anti-Jacksonian | Louisiana      | III    | 15. Jan. 1824 | 259  |                                                                    |
| John Holmes               | Anti-Jacksonian | Maine          | I      | 13. Juni 1820 | 237  |                                                                    |
| John Chandler             | Jacksonian      | Maine          | II     | 14. Juni 1820 | 238  |                                                                    |
| Samuel Smith              | Jacksonian      | Maryland       | I      | 16. Dez. 1822 | 114  | früher im 8. bis 13. Kongress                                      |
| Edward Lloyd              | Jacksonian      | Maryland       | III    | 21. Dez. 1819 | 235  | trat am 14. Januar 1826 zurück                                     |
| Ezekiel F. Chambers       | Anti-Jacksonian | Maryland       | III    | 24. Jan. 1826 | 277  | gewählt als Nachfolger von Lloyd                                   |
| Elijah H. Mills           | Anti-Jacksonian | Massachusetts  | I      | 12. Juni 1820 | 236  |                                                                    |
| James Lloyd               | Anti-Jacksonian | Massachusetts  | II     | 5. Juni 1822  | 144  | trat am 23. Mai 1826 zurück früher im 10. bis 13. Kongress         |
| Nathaniel Silsbee         | Anti-Jacksonian | Massachusetts  | II     | 31. Mai 1826  | 281  | gewählt als Nachfolger von Lloyd                                   |
| David Holmes              | Jacksonian      | Mississippi    | I      | 30. Aug. 1820 | 239  | trat am 25. September 1825 zurück                                  |
| Powhatan Ellis            | Jacksonian      | Mississippi    | I      | 28. Sep. 1825 | 273  | ernannt als Nachfolger von Holmes                                  |
| Thomas Buck Reed          | Jacksonian      | Mississippi    | I      | 28. Jan. 1826 | 278  | gewählt als Nachfolger von Holmes                                  |
| Thomas Hill Williams      | Jacksonian      | Mississippi    | II     | 10. Dez. 1817 | 215  |                                                                    |
| Thomas Hart Benton        | Jacksonian      | Missouri       | I      | 10. Aug. 1821 | 247  |                                                                    |
| David Barton              | Anti-Jacksonian | Missouri       | III    | 10. Aug. 1821 | 246  |                                                                    |
| Samuel Bell               | Anti-Jacksonian | New Hampshire  | II     | 4. März 1823  | 253  |                                                                    |
| Levi Woodbury             | Jacksonian      | New Hampshire  | III    | 16. Juni 1825 | 272  |                                                                    |
| Joseph McIlvaine          | Anti-Jacksonian | New Jersey     | I      | 12. Nov. 1823 | 257  | starb am 19. August 1826                                           |
| Ephraim Bateman           | Anti-Jacksonian | New Jersey     | I      | 9. Nov. 1826  | 283  | gewählt als Nachfolger von McIlvaine                               |
| Mahlon Dickerson          | Jacksonian      | New Jersey     | II     | 4. März 1817  | 207  |                                                                    |
| Martin Van Buren          | Jacksonian      | New York       | I      | 4. März 1821  | 245  |                                                                    |
| Nathan Sanford            | Anti-Jacksonian | New York       | III    | 14. Jan. 1826 | 190  | früher im 14. bis 16. Kongress                                     |
| John Branch               | Jacksonian      | North Carolina | II     | 4. März 1823  | 254  |                                                                    |
| Nathaniel Macon           | Jacksonian      | North Carolina | III    | 5. Dez. 1815  | 193  | Präsident pro tempore                                              |
| Benjamin Ruggles          | Anti-Jacksonian | Ohio           | I      | 4. März 1815  | 189  |                                                                    |
| William Henry Harrison    | Anti-Jacksonian | Ohio           | III    | 4. März 1825  | 266  |                                                                    |
| William Findlay           | Jacksonian      | Pennsylvania   | I      | 10. Dez. 1821 | 249  |                                                                    |
| William Marks             | Anti-Jacksonian | Pennsylvania   | III    | 4. März 1825  | 269  |                                                                    |
| James De Wolf             | Anti-Jacksonian | Rhode Island   | I      | 4. März 1821  | 243  | trat am 31. Oktober 1825 zurück                                    |
| Asher Robbins             | Anti-Jacksonian | Rhode Island   | I      | 28. Okt. 1825 | 275  | gewählt als Nachfolger von De Wolf                                 |
| Nehemiah R. Knight        | Anti-Jacksonian | Rhode Island   | II     | 9. Jan. 1821  | 240  |                                                                    |
| Robert Young Hayne        | Jacksonian      | South Carolina | II     | 4. März 1823  | 255  |                                                                    |
| John Gaillard             | Jacksonian      | South Carolina | III    | 6. Dez. 1804  | 125  | starb am 26. Februar 1826 Präsident pro tempore                    |
| William Harper            | Jacksonian      | South Carolina | III    | 8. März 1826  | 280  | ernannt als Nachfolger von Gaillard                                |
| William Smith             | Jacksonian      | South Carolina | III    | 29. Nov. 1826 | 199  | früher im 14. bis 17. Kongress gewählt als Nachfolger von Gaillard |
| John Henry Eaton          | Jacksonian      | Tennessee      | I      | 5. Sep. 1818  | 218  |                                                                    |
| Andrew Jackson            | Jacksonian      | Tennessee      | II     | 4. März 1823  | 071  | trat am 14. Oktober 1825 zurück früher im 5. Kongress              |
| Hugh Lawson White         | Jacksonian      | Tennessee      | II     | 28. Okt. 1825 | 274  | gewählt als Nachfolger von Jackson                                 |
| Horatio Seymour           | Anti-Jacksonian | Vermont        | I      | 4. März 1821  | 244  |                                                                    |
| Dudley Chase              | Anti-Jacksonian | Vermont        | III    | 4. März 1825  | 170  | früher im 13. und 14. Kongress                                     |
| James Barbour             | Jacksonian      | Virginia       | I      | 2. Jan. 1815  | 186  | trat am 7. März 1825 zurück                                        |
| John Randolph             | Jacksonian      | Virginia       | I      | 9. Dez. 1825  | 276  | ernannt als Nachfolger von Barbour                                 |
| Littleton Waller Tazewell | Jacksonian      | Virginia       | II     | 7. Dez. 1824  | 263  |                                                                    |